# Río Campaspe
El río Campaspe es un curso de agua del sur de Australia, afluente del Murray.

## Curso
Discurre por el estado de Victoria. Tiene su origen en la Cordillera Divisoria, entre Mount Macedon y Mount Blackwood. Tras dejar atrás localidades como Kyneton, termina desembocando en el río Murray junto a Echuca, después de un curso de unos 245 km.